# Червеобразные мышцы стопы
Червеобразные мышцы (лат. Musculi lumbricales) — мышцы подошвенной части стопы.
Четыре тонких и коротких мышц, которые располагаются между сухожилиями длинного сгибателя пальцев (лат. M. flexor digitorum longus) и прикрыты коротким сгибателем пальцев (лат. M. flexor digitorum brevis), а в глубине соприкасаются с межкостными мышцами (лат. Mm. interossei plantares).
Каждая червеобразная мышца начинается от соответствующего сухожилия длинного сгибателя пальцев, причём три латеральные (II—IV) — двумя головками, а одна (медиальная) — одной головкой. Направляясь вперёд, мышцы в области плюснефаланговых суставов огибают со стороны медиальной поверхности II—V пальцы стопы и, перейдя на их тыльную поверхность, вплетаются в тыльную фасцию. Иногда червеобразные мышцы прикрепляются к суставным капсулам и достигают даже проксимальных фаланг.

## Функция
Сгибают проксимальные фаланги. Разгибающее действие на другие фаланги слабое или вовсе отсутствует. Могут притягивать четыре пальца в сторону большого пальца.